# Langensteiner Durchbruchstal
Die Gebiete Langensteiner Durchbruchstal sind ein mit Verordnung vom 19. Dezember 1991 ausgewiesenes Naturschutzgebiet (NSG-Nummer 3.154) sowie ein Landschaftsschutzgebiet (LSG-Nummer 3.35.015) im baden-württembergischen Landkreis Konstanz in Deutschland.

## Lage
Die zwei Teilgebiete des rund 43 Hektar großen Naturschutzgebiets sowie das etwa 13 Hektar große Landschaftsschutzgebiet Langensteiner Durchbruchstal gehören naturräumlich zum Hegau. Sie liegen auf der Gemarkung Eigeltingen der Gemeinde Eigeltingen sowie auf der Gemarkung Orsingen der Gemeinde Orsingen-Nenzingen auf einer durchschnittlichen Höhe von 487 m ü. NHN.

## Schutzzweck
Wesentlicher Schutzzweck des Naturschutzgebiets ist „die Erhaltung eines für den Landkreis Konstanz einzigartigen geologischen und geomorphologischen Dokuments, ein von glazialmorphologischen Vorgängen geprägtes Durchbruchstal mit seltenen Pflanzengesellschaften.“
Wesentlicher Schutzzweck des Landschaftsschutzgebietes ist die Sicherung des Naturschutzgebietes.

## Biotoptypen
Folgende Biotoptypen sind im Langensteiner Durchbruchstal bezeichnet:
- 21.11 – Natürliche offene Felsbildung einschließlich Felsbänder
- 33.40 – Wirtschaftswiese mittlerer Standorte
- 36.70 – Trockenrasen
- 53.21 – Seggen-Buchen-Wald
- 55.22 – Waldmeister-Buchen-Wald
- 59.40 – Nadelbaum-Bestand

## Flora und Fauna
Folgende, seltene und teils vom Aussterben bedrohte Arten sind im Naturschutzgebiet Langensteiner Durchbruchstal beschrieben (Auswahl):

### Flora
- Amaryllisgewächse
  - Berg-Lauch (Allium lusitanicum)
- Korbblütler
  - Berg-Aster (Aster amellus)
- Liliengewächse
  - Türkenbund (Lilium martagon)
- Rosengewächse
  - Gewöhnliche Zwergmispel (Cotoneaster integerrimus)
- Nelkengewächse
  - Kartäusernelke (Dianthus carthusianorum)
- Orchideen
  - Breitblättrige Stendelwurz (Epipactis helleborine) und Mücken-Händelwurz (Gymnadenia conopsea)
- Spargelgewächse
  - Echtes Salomonssiegel (Polygonatum odoratum)
- Zypressengewächse
  - Gemeiner Wacholder (Juniperus communis)

## Zusammenhang mit anderen Schutzgebieten
Mit dem Naturschutzgebiet und dem Landschaftsschutzgebiet Langensteiner Durchbruchstal ist das FFH-Gebiet „Westlicher Hegau“ (8218-341) als zusammenhängendes Schutzgebiet ausgewiesen. (Stand: März 2017)